# Unión Cultural por la Amistad de los Pueblos
La Unión Cultural por la Amistad de los Pueblos (en portugués: União Cultural Pela Amizade dos Povos) es una entidad sin fines lucrativos con sede en la ciudad de Sao Paulo, Brasil. 
Inicialmente denominada Unión Cultural Brasil-Unión Soviética, fue fundada el 10 de mayo de 1960 por un gran número de intelectuales brasileños, como el crítico Sérgio Milliet (su primer presidente), el médico João Belline Burza, el juez Décio de Arruda Campos, el abogado Aldo Lins e Silva, el ingeniero Lucas Nogueira Garcez, el escritor Caio Prado Júnior, la escritora Helena Silveira, el poeta Afonso Schimidt, el profesor Omar Catunda, el pintor Clovis Graciano, el sociólogo Florestan Fernandes, entre otros.
En el transcurso de toda su existencia, ha sido siempre un puente para el intercambio cultural entre Brasil y los pueblos de la Unión Soviética, ya sea enseñando en Brasil la lengua rusa; ya sea promoviendo el envío de estudiantes brasileños para formación universitaria a la Universidad Patrice Lumumba, a la Universidad de Moscú o a otros establecimientos de enseñanza de aquel país; ya sea estimulando el turismo entre los dos países.
Con la disolución de la Unión Soviética y con vistas a ampliar el escopo de sus relaciones culturales, en asamblea realizada el 22 de febrero de 1997, el nombre de la entidad fue alterado a Unión Cultural por la Amistad de los Pueblos.
Además de la enseñanza del idioma ruso, la entidad comenzó a dedicarse también a la enseñanza del castellano y de chino mandarín.